# Bitwa morska pod Sandwich
Bitwa morska pod Sandwich – starcie zbrojne, które miało miejsce dnia 24 sierpnia 1217 r. w trakcie I wojny baronów (1215–1217). 
Bitwa pod Sandwich (będąca kontynuacją potyczki pod Dover) była pierwszym starciem morskim w średniowieczu pomiędzy flotami Anglii i Francji. Powodem konfliktu stał się spór o tron pomiędzy królem Anglii Henrykiem III a pretendentem do tronu – synem króla Francji Filipa Augusta – księciem Ludwikiem popieranym przez większość baronów angielskich. 
23 sierpnia do ujścia Tamizy wpłynęła ekspedycja francuska licząca 60 okrętów transportowych i 6 000 ludzi oraz 10 okrętów wojennych. Celem było wsparcie militarne Ludwika. Na czele stał były wódz angielskich piratów, renegat Eustachy Mnich. 
24 sierpnia w okolicy Dover Francuzi natknęli się na flotę angielską w sile 40 okrętów pod wodzą gubernatora Huberta de Burgha. Po opłynięciu okrętów francuskich Anglicy przypuścili atak od tyłu zasypując jednostki przeciwnika gradem strzał i dokonując abordażu. W wyniku gwałtownej walki zatłoczone francuskie okręty padały jeden po drugim łupem atakujących. Zaledwie 15 z nich udało się odpłynąć. 

Dowodzący Francuzami Eustachy Mnich został pojmany i ścięty. Jego głowę triumfalnie obnoszono po bitwie po ulicach Canterbury.

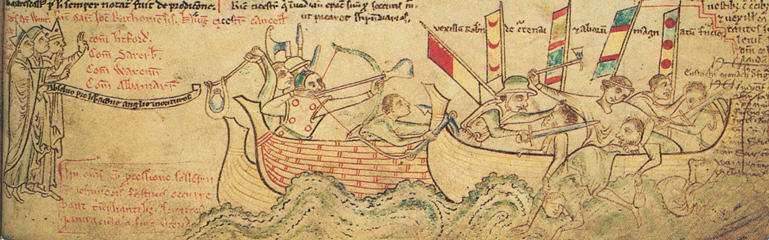
Ilustracja pochodząca z Chronica Majora ukazująca Bitwę pod Sandwich.